# Borsa Iván
Borsa Iván (Budapest, 1917. augusztus 23. – Budapest, 2006. február 1.) történész, középkorász, levéltáros, a történelemtudományok doktora (1989).

## Élete

### Családja
Borsa (szül. Janits) Károly és Szilassy Sarolta fia, testvére, Borsa Gedeon (1923–2022) irodalomtörténész. Felesége Mikó Ilona volt, fiuk Borsa Iván (1951) jogász, lányuk Borsa Judit (1948) vegyészmérnök, egyetemi tanár. A család 1941-ben változtatta meg nevét Janitsról Borsára.

### Munkássága
Gimnáziumi tanulmányait 1927 és 1935 között a budapesti piaristáknál végezte. A Pázmány Péter Tudományegyetemen 1940-ben történelem-latin szakos tanári és bölcsészdoktori oklevelet szerzett. Ugyanezen évtől a Fővárosi Levéltár munkatársa, 1942-től a Magyar Országos Levéltár segédőre, 1945-től 1950-ig a mentési-helyreállítási munkák irányítója. 1950-től a Levéltárak Országos Központjának (LOK) vezetője, 1958. január 1-től 1977. december 31-ig az OL Mikrofilmosztályának vezetője, ő dolgozta ki a Mikrofilmtár első fond- és állagjegyzékét, 1960-tól a könyvkötő és iratrestauráló műhely irányítója, 1964-től a levéltár főigazgató-helyettese volt. 1949-től négy éven át tartott órákat az ELTE BTK Levéltár Tanszékén, latin oklevél-olvasási gyakorlatot, majd 1978 és 1980 között paleográfiát oktatott. 1978-ban vonult nyugdíjba, ám az óraadás mellett 1993-ig a MOL szaktanácsadója is volt. 1989-ben a történettudomány doktora lett. 1997-ben Eötvös József-koszorú díjazásban részesült.

## Elismerései
- Munka Érdemrend (1956)
- Munka Érdemrend arany fokozata (1978)
- Eötvös József-koszorú (1997)

## Művei
- Az erdélyi vajdák igazságszolgáltató és oklevélkiadó működése 1526-ig. Egy. doktori értek. Janits Iván néven. (Budapest, 1940)
- A veszprémi püspökség levéltárának első jegyzéke 1352-ből. (Levéltári Közlemények, 1942–1945)
- A kaposszerdahelyi pálos kolostor középkori oklevelei. (Regnum, 1944–1946)
- A középkori oklevelek regesztázása. – A Kölcsey-család levéltárának középkori oklevelei. (Levéltári Közlemények, 1946 és külön: Budapest, 1946)
- A magyar levéltárügy helyzete a Horthy-korszakban és a felszabadulás után. (Levéltári Közlemények, 1954)
- Az egyházi levéltárak helyzete a Magyar Népköztársaságban. (Levéltári Híradó, 1956 és franciául: Archivum, 1954)
- A magyar levéltárügy új főfelügyeleti hatósága. (Levéltári Híradó, 1956)
- A magyar levéltárügy helyzete a felszabadulás után. (Budapest, 1956 franciául, németül és oroszul)
- A magyar levéltárügy irányításának újjászervezése. (Levéltári Híradó, 1957)
- A Magyar Országos Levéltár filmtárának állománya. (Levéltári Híradó, 1959)
- A családi levéltárak szerkezeti problémái. (Levéltári Közlemények, 1961)
- III. Béla 1177. évi könyv alakú privilégiuma az aradi káptalan számára. (Levéltári Közlemények, 1962)
- A technika fejlődése és a levéltárak. (Levéltári Közlemények, 1963)
- A német Külügyminisztérium levéltára. (Levéltári Szemle, 1964)
- A Hunyadi-család levéltárának története. (Levéltári Közlemények, 1964; rövidítve és németül: Archivalische Zeitschrift, 1966)
- A Magyar Országos Levéltár biztonsági filmtára az Esztergomi Állami Levéltárban. (Levéltári Szemle, 1965)
- Személyi levéltári fondok a Szovjetunió állami gyűjteményeiben. (Levéltári Szemle, 1966)
- Mikrofilm-publikáció: forráspublikáció mikrofilmen. (Levéltári Közlemények, 1968)
- A levéltári szintek kérdéséhez. – A Magyar Országos Levéltár Diplomatikai Levéltára. 1. A gyűjtemény kialakulása. (Levéltári Közlemények, 1969)
- Az egyházi levéltári anyag nyilvántartása a Szerb Vajdaságban. (Levéltári Szemle, 1970)
- A Magyar Országos Levéltár Diplomatikai Levéltára egyes adatainak gépi segítséggel történő feldolgozása. (Levéltári Közlemények, 1971)
- A magyar medievisztika forráskérdései: medievisztika és levéltári anyag. – A fototechnika alkalmazása a levéltárakban. (Levéltári Közlemények, 1973–1974)
- Törekvések a gépi adatfeldolgozás alkalmazására a levéltári szolgálatban. – A levéltári-irattári mikrofilmezés szervezési kérdései. (Levéltári Szemle, 1975)
- Az új eszközök alkalmazása a levéltárakban. A szocialista országok levéltári igazgatóságai vezetői 1976 márciusában, Ulánbátorban tartott 5. konferenciája részére készült magyar referátum. (Levéltári Szemle, 1976)
- Legal Validity of Microfilms. (UNESCO Bulletin for Libraries, 1976)
- A mikroképtechnika hazai bevezetéséhez szükséges jogi szabályozás a külföldi tapasztalatok figyelembe vételével. Elemző tanulmány. Bacsó Jenővel, Schelnitz Györggyel. (Az OMFB kiadványa. Budapest, 1977)
- A technikai fejlesztés feladatai. (Levéltári Szemle, 1977)
- A szenyéri uradalom Mohács előtti oklevelei. 1–2. (Somogy megye múltjából. Levéltári évkönyv. Kaposvár, 1978–1979 és külön: Kaposvár, 1979)
- Az Országos Levéltár épületei. 1874–1974. (Levéltári Közlemények, 1979)
- A levéltári mikrofilmezés Magyarországon. (Kép- és Hangtechnika, 1979)
- Egy középnemesi család a középkorban, Somogyban. Az Antimus család, elődei és rokonai. (Somogy megye múltjából. Levéltári évkönyv. Kaposvár, 1980)
- A Mohács előtti megyei archontológia ügye. (Ünnepi tanulmányok Sinkovics István 70. születésnapjára. Szerk. Bertényi Iván. Budapest, 1980)
- A nemesi előnév. (Névtani Értesítő, 1981)
- Mikrofilmezési alap nemzetközi levéltári jogviták csökkentése érdekében? (Levéltári Szemle, 1981)
- Az iratfényképezés a Magyar Országos Levéltárban. 1899–1974. – A Magyar Országos Levéltár Mohács előtti gyűjteményei. 1882–1892. (Levéltári Szemle, 1982)
- Somogy középkori alispánjai. A Mohács előtti megyei archontológia ügye. (Somogy megye múltjából. Levéltári évkönyv. Kaposvár, 1982)
- A Somogyi Levéltár Mohács előtti oklevelei. (Somogy Megyei Levéltár, 1983)
- Levéltári mikrofilmezés. Összeáll. M. Román Évával. (Levéltári módszertani füzetek. 1. Budapest, 1983)
- Somogy vármegye címereslevele és pecsétje. (Somogy megye múltjából. Levéltári évkönyv. Kaposvár, 1984 és külön: Kaposvár, 1984)
- A szenyéri uradalom Mohács előtti iratanyagának vizsgálata. (Mályusz Elemér-emlékkönyv. Szerk. H. Balázs Éva, Fügedi Erik, Maksay Ferenc. Budapest, 1984)
- Az első európai levéltári konferencia. (Levéltári Szemle, 1985)
- A hungarikakutatás aktuális kérdései. (Levéltári Szemle, 1986)
- Vas vármegye címere. (Vas megye múltjából. Levéltári évkönyv. Szombathely, 1986)
- A szenyéri várkastély öt leltára a XVI. századból. (Somogy megye múltjából. Levéltári évkönyv. Kaposvár, 1986)
- A hiteleshelyi eljárás helyszínén készült feljegyzés. (Levéltári Közlemények, 1987)
- Csepelyi falukép. (Somogy megye múltjából. Levéltári évkönyv. Kaposvár, 1987)
- A magyar medievisztika levéltári forrásbázisa. Tudományos tevékenység tézisszerű összefoglalása. Doktori értek. (Budapest, 1987)
- Die Fotosammlungen von Dokumenten zur ungarischen Geschichte bis 1526 im Nationalarchiv Budapest. (Fotographische Sammlungen mittelalterlicher Urkunden in Europa. I. köt. Sigmaringen, 1989)
- Turóc vármegye ispánjai és alispánjai 1526-ig. – Benlich Máté belgrádi püspök jelentése a török hódoltság katolikusairól. Tóth István Györggyel. (Levéltári Közlemények, 1989)
- A levéltári forráspublikáció és a visszaemlékezés. (Levéltári Szemle, 1990)
- A megyei levéltárak és a megyék középkori oklevelei. (Somogy megye múltjából. Levéltári évkönyv. Kaposvár, 1990)
- A gobornoki, majd belosovci Kerhen család történetéhez. (Somogy megye múltjából. Levéltári évkönyv. Kaposvár, 1991)
- A levéltári kutatás szabályozásához. G. Vass Istvánnal. (Magyar Tudomány, 1992)
- Középkori oklevelek egyes adatainak gépi feldolgozása a Magyar Országos Levéltárban. 1–2. (Levéltári Szemle, 1992)
- Az Antimus család. 1–3. (Turul, 1992–1993)
- A Mérey család levéltára. 1265–1526. Forrásközlés. 1–3. (Somogy megye múltjából. Levéltári évkönyv. Kaposvár, 1992–1994)
- Irattípusok a középkori Magyarországon. (Levéltári Közlemények, 1993)
- Megyei levéltári fondképződés a 14. században. (Európa vonzásában. Emlékkönyv Kosáry Domokos 80. születésnapjára. Szerk. Glatz Ferenc. Budapest, 1993)
- Az örökjog. (Levéltári Szemle, 1993)
- Ember Győző, a levéltáros. (Levéltári Közlemények, 1994)
- A zágrábi püspökség prédiálisai a XV. század elején. (Levéltári Közlemények, 1995)
- Az archeiontól a Janus-arcig. (Magyar Tudomány, 1995)
- A somogyi konvent oklevelei az Országos Levéltárban. Forrásközlés. 1–8. (Somogy megye múltjából. Levéltári évkönyv. Kaposvár, 1995–2002)
- A Magyar Országos Levéltár és a Zsigmond-kori Oklevéltár. (Levéltári Közlemények, 1996)
- A Magyar Országos Levéltár középkori gyűjteményi. (Erdélyi Múzeum, 1996)
- A királyi ember és a hiteleshelyi küldött melléktevékenysége Leleszen. (Emlékkönyv Jakó Zsigmond születésének nyolcvanadik évfordulójára. Szerk. Kovács András, Sipos Gábor és Tonk Sándor. Kolozsvár, 1996)
- Ügyintézési törekvések a leleszi hiteleshelyen a XIV. és a XV. század fordulóján. (Miscellanea fontium historiae Europae. Emlékkönyv H. Balázs Éva történész professzor 80. születésnapjára. Szerk. Kalmár János. Budapest, 1997)
- A Zsigmond-kori Oklevéltár és az idők változásai. (Hadtörténelmi Közlemények, 1998)
- Kecskeméti Károly első találkozása a Nemzetközi Levéltári Tanáccsal. 1956. jún. (Levéltári Szemle, 1999)
- A középkori oklevelek regesztázása. (Forráskiadási szabályzatok. Szerk. Bárdi Nándor és Pándi Lajos. Szeged, 2000)
- A hiteleshelyekről. („Magyaroknak eleiről.” Ünnepi tanulmányok a hatvanesztendős Makk Ferenc tiszteletére. Szeged, 2000)
- Emlékezések. 60 év levéltárban. (Levéltári Közlemények, 2000)
- A kancelláriai aprómunkától a gátlástalan birtokosig. (Tanulmányok a középkorról. Szerk. Neumann Tibor. Budapest, 2001)
- Identitászavar és levéltárosképzés. (Levéltári Szemle, 2001)
- szerk.: Szentpétery Imre irodalmi munkássága. Összeáll. Janits Iván néven. (Szentpétery Imre Emlékkönyv. Budapest, 1938)
- A nagykállói Kállay-család levéltára. I–II. köt. Többekkel. (Budapest, 1943)
- Jobbágylevelek. Többekkel. (Budapest, 1951)
- Történeti segédtudományi alapismeretek. 1–2. Összeáll. Bottló Bélával, Ila Bálinttal. (Levéltári szakmai továbbképzés. Felsőfok. 5. Budapest, 1959–1963)
- Ausztriai levéltári anyagról készült mikrofilmek az Országos Levéltár Filmtárában, 1960. jan. 1-jén. Repertórium. Összeáll. (Levéltári Leltárak. 11. Budapest, 1960)
- Az Árpád-házi királyok okleveleinek kritikai jegyzéke. II. köt. 2–3. füzet. 1272–1290. Szentpétery Imre kéziratának felhasználásával. (Budapest, 1961)
- 4. füzet. 1290–1301. (Budapest, 1987)
- Csehszlovákiai levéltári anyagról készült mikrofilmek az Országos Levéltár Filmtárában, 1963. jan. 1-jén. Repertórium. Összeáll. (Levéltári Leltárak. 19. Budapest, 1963)
- Jugoszláviai levéltári anyagról készült mikrofilmek az Országos Levéltár Filmtárában, 1963. jan. 1-jén. Repertórium. Összeáll. (Levéltári Leltárak. 21. Budapest, 1963)
- Romániai levéltári anyagról készült mikrofilmek az Országos Levéltár Filmtárában, 1964. jan. 1-jén. Repertórium. Összeáll. (Levéltári Leltárak. 28. Budapest, 1964)
- Külföldi levéltári anyagról készült mikrofilmek az Országos Levéltár Filmtárában, 1965. jan. 1-jén. Ausztria, Csehszlovákia, Jugoszlávia és Románia kivételével. Repertórium. Összeáll. (Levéltári Leltárak. 34. Budapest, 1965)
- Ausztriai levéltári anyagról készült mikrofilmek az Országos Levéltár Filmtárában, 1960. jan. 1-jén. Repertórium. Összeáll. (Levéltári Leltárak. 46. Budapest, 1969)
- Magyar Országos Levéltár. A Mohács előtti gyűjtemény. Összeáll. (Levéltári Leltárak. 54. Budapest, 1972)
- A Szent-Ivány-család levéltára. 1230–1525. Mályusz Elemér kézirata alapján sajtó alá rend. B. I. (A Magyar Országos Levéltár Kiadványai. 2. Forráskiadványok. 14. Budapest, 1988)
- A Balassa-család levéltára. 1193–1526. Fekete Nagy Antal kézirata alapján sajtó alá rend. B. I. (A Magyar Országos Levéltár Kiadványai. 2. Forráskiadványok. 18. Budapest, 1990)
- A Justh-család levéltára. 1274–1525. (Budapest, 1991)
- Az Abaffy család levéltára. 1247–1515. – A Dancs család levéltára. 1232–1525. – A Hanvay család levéltára. 1216–1525. Ila Bálint kézirata alapján sajtó alá rend. B. I. (A Magyar Országos Levéltár Kiadványai. 2. Forráskiadványok. 23. Budapest, 1993)
- Zsigmond-kori oklevéltár. Mályusz Elemér kéziratát kieg. és szerk. C. Tóth Norberttel. III. köt. 1411–1412. (Budapest, 1993)
- IV. köt. 1413–1414. (Budapest, 1994)
- V. köt. 1415–1416. (Budapest, 1997)
- VI. köt. 1417–1418. (Budapest, 1999)
- VII. köt. 1419–1420. (Budapest, 2001)
- VIII. köt. 1421. (Budapest, 2003)
- IX. köt. 1422. (Budapest, 2004)